# Emboscada en Sukma de 2017
El 24 de abril del 2017, oficiales de Fuerza Central de Reserva Policial (CRPF, en inglés) fueron emboscados mientras comían en un lugar situado en una carretera del distrito de Sukma, en el estado de Chhattisgarh. El hecho se produjo cuando alrededor de 300 atacantes dispararon contra los oficiales y lanzaron granadas contra ellos. El ataque fue perpetrado por maístas, organización actualmente ilegal en la India. El atentado dejó 25 muertos y siete heridos.

## Antecedentes

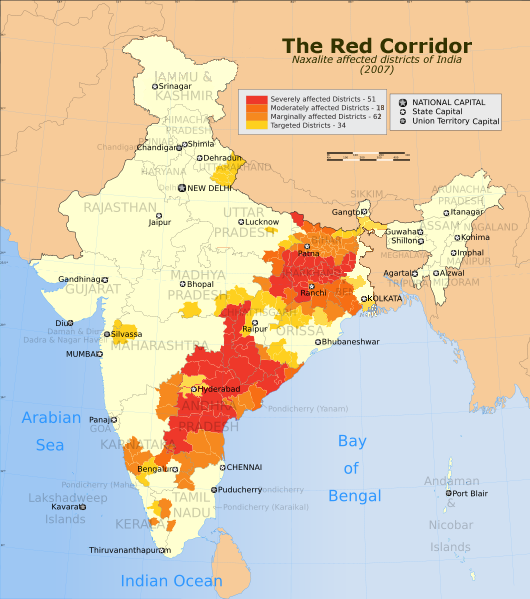
El llamado “Cinturón Rojo”; la zona más afectada por la insurgencia maoísta.

En el mes de marzo de 2017 una emboscada dejó otros once policías muertos y varios heridos.
Los oficiales de la CRPF son constantemente atacados por los maoístas. Se han contabilizado en el año 2017 decenas de ataques contra ellos.
La guerrilla, conocida localmente como "naxalita", nació de una revuelta en una aldea del estado oriental de Bengala en 1967 y después se desplazó a estados cercanos, como Orissa y Chhattisgarh.
Actualmente está activa sobre todo en el llamado "cinturón rojo", una franja de territorio que cubre el centro y el este de la India.
Según datos del Portal de Terrorismo del Sur de Asia, 433 personas fallecieron en 2016 en incidentes extremistas de corte izquierdista ocurridos en la India.

## Ataque
El 24 de mayo de 2017, alrededor del mediodía con 30 minutos, oficiales de la CRPF fueron emboscados a tiros por aproximadamente 300 insurgentes quienes dispararon contra los oficiales y les lanzaron granadas de mano mientras estos desayunaban al costado de una carretera del distrito de Sukma. Esto según informó l inspector general de la CRPF, M. Dinakaran. Inicialmente se habían recuperado once cadáveres y en una segunda búsqueda aparecieron otros doce cuerpos, mientras que uno de los efectivos murió cuando era trasladado al hospital. En total, el ataque dejó 25 muertos mientras que otros 7 oficiales fueron heridos de bala y con quemaduras como consecuencia de los disparos y explosiones.

## Reacciones
En un mensaje en la red social Twitter, el primer ministro indio, Narendra Modi, tildó de "cobarde" y "deplorable" el ataque, y afirmó que está siguiendo de cerca los hechos. El viceministro de Interior, Kiren Rijiju, indicó a periodistas que "es una tragedia" pero pidió tiempo antes de dar detalles afirmando que hay que esperar "el informe" de lo sucedido.